# David Dubó
David Israel Dubó Firmani (26 de enero de 1986) es un deportista, entrenador y empresario chileno, excampeón mundial de karate.

## Biografía
Comienza sus primeros entrenamientos de Karate a los 6 años, siendo un niño normal pero con una gran pasión por el combate, Kumite. A la edad de 15 años, después de experimentar varios deportes se enfoca completamente en el Karate. En el año 2002 comienza su participación en competencias de Karate Federado como juvenil. Luego de terminar la secundaria David invierte todo su tiempo y energía para poder ser parte del equipo nacional. Ingresa al concentrado del Centro de Alto Rendimiento (Chile) y desde ese momento comienza su carrera como atleta profesional. Logra incorporarse a la selección de Karate de Chile y obtiene la primera medalla de Oro continental juvenil para Chile en el Campeonato Panamericano Juvenil de 2004, al año siguiente gana su primer Oro Sudamericano Juvenil en 2005, repitiendo este mismo resultado en el Campeonato Sudamericano Juvenil de 2006, además de lograr ese mismo año otro Oro continental en el Campeonatos Panamericanos Juvenil de Antillas Neerlandesas 2006. 
En 2007 Dubó debuta en categoría Senior logrando ser Campeón Sudamericano, a sus cortos 21 años. Mismo año en donde logra la medalla de plata en el Campeonato Panamericano de Karate realizado en México. Clasifica para los Juegos Panamericanos de 2007, realizados en la ciudad de Río de Janeiro obteniendo la medalla de bronce.

La joven promesa del Karate chileno David Dubó es becado por la Universidad de Las Américas y comienza sus estudios profesionales en el área del Entrenamiento Deportivo. 
El 16 de noviembre del año 2008, logra el primer Oro Mundial para Chile en el Campeonato Mundial de Karate, que se desarrolló en Tokio, Japón, en el Nihon Budokan, en la especialidad de Kumite hasta 75 kg. Año en que recibe el galardón al Mejor Deportista del año, premio entregado por el Círculo de Periodistas Deportivos de Chile.

En el año 2009 comienza la temporada disputando la final de la USA Karate Open en Las Vegas. Meses más tarde obtiene la medalla de plata en el Campeonato Panamericano de Karate en Curazao.
En 2010 después de vivir el fatídico terremoto del 27F en el epicentro del evento Concepción, Chile, logra volver a Santiago en marzo para viajar junto a la delegación olímpica y participar en los Juegos Sudamericanos de 2010 realizados en Colombia logrando la medalla de Oro en Kumite hasta 75 kg Ese mismo año meses más tarde logra ser Campeón Panamericano en Ecuador en kumite categoría Open.
Dubó clasifica para los siguientes Juegos Panamericanos y apoyado por el Comité Olímpico de Chile comienza su preparación realizando un concentrado internacional en el norte de España, luego de entrenar y competir en Europa, vuelve a la ciudad de Las Vegas para participar en la USA Karate Open 2011, quedándose esta vez con la medalla de Oro. 
Después de ser nombrado hijo Ilustre de la Municipalidad de Ñuñoa; recibe la noticia de ser nominado como el nuevo abanderado de la delegación olímpica de Chile para los Juegos Panamericanos de 2011, celebrados en la ciudad de Guadalajara, México. Allí, repitió la hazaña obteniendo para Chile nuevamente la medalla de bronce.
En marzo de 2014, es uno de los seleccionados chilenos para representar a su país en los Juegos Sudamericanos de 2014, en Santiago, Chile. Obteniendo la medalla de bronce. Año en que meses más tarde participa en el Campeonato Panamericano de Karate en Perú obteniendo otra medalla de bronce.
A comienzos del 2015, clasifica para representar a Chile en los Juegos Panamericanos de 2015, en Toronto, Canadá.
Se tituló como Preparador Físico de Alto Rendimiento, se desarrolla como empresario, ejerce como Coach deportivo y es Director de la Academia DUBOKAN; lugar en donde se realizan entrenamientos deportivos, capacitaciones y clases de Artes Marciales para niños, jóvenes, adultos y atletas.